# Ореовица (Жабари)
Ореовица је насеље у Србији у општини Жабари у Браничевском округу. Према попису из 2022. било је 527 становника.
Указом Краља од 18. августа 1923. године насеље је добило статус варошице.
Овде се налазе Родна кућа песника Војислава Илића-млађег, Винарски подрум (Ореовица) и Стара црква Успења Богородичиног у Ореовици.

## Демографија
У насељу Ореовица живи 703 пунолетна становника, а просечна старост становништва износи 45,5 година (44,5 код мушкараца и 46,5 код жена). У насељу има 316 домаћинстава, а просечан број чланова по домаћинству је 2,73.
Ово насеље је великим делом насељено Србима (према попису из 2002. године).
|  |

| Демографија | Демографија | Демографија |
| Година      | Становника  | Становника  |
| ----------- | ----------- | ----------- |
| 1948.       | 2.012       |             |
| 1953.       | 1.969       |             |
| 1961.       | 1.797       |             |
| 1971.       | 1.538       |             |
| 1981.       | 1.406       |             |
| 1991.       | 1.116       | 976         |
| 2002.       | 862         | 1.016       |
| 2011.       | 789         |             |

| Етнички састав према попису из 2002.‍ | Етнички састав према попису из 2002.‍ | Етнички састав према попису из 2002.‍ | Етнички састав према попису из 2002.‍ | Етнички састав према попису из 2002.‍ |
| ------------------------------------ | ------------------------------------ | ------------------------------------ | ------------------------------------ | ------------------------------------ |
|                                      |                                      |                                      |                                      |                                      |
| Срби                                 | Срби                                 |                                      | 848                                  | 98,37%                               |
| Румуни                               | Румуни                               |                                      | 5                                    | 0,58%                                |
| Македонци                            | Македонци                            |                                      | 3                                    | 0,34%                                |
| Хрвати                               | Хрвати                               |                                      | 1                                    | 0,11%                                |
| непознато                            | непознато                            |                                      | 4                                    | 0,46%                                |

| Година пописа     | 1948. | 1953. | 1961. | 1971. | 1981. | 1991. | 2002. |
| ----------------- | ----- | ----- | ----- | ----- | ----- | ----- | ----- |
| Број домаћинстава | 487   | 462   | 472   | 439   | 422   | 345   | 316   |

| Број чланова      | 1  | 2  | 3  | 4  | 5  | 6  | 7 | 8 | 9 | 10 и више | Просек |
| ----------------- | -- | -- | -- | -- | -- | -- | - | - | - | --------- | ------ |
| Број домаћинстава | 81 | 92 | 49 | 50 | 23 | 16 | 3 | 1 | 0 | 1         | 2,73   |

| Пол    | Укупно | Неожењен/Неудата | Ожењен/Удата | Удовац/Удовица | Разведен/Разведена | Непознато |
| ------ | ------ | ---------------- | ------------ | -------------- | ------------------ | --------- |
| Мушки  | 360    | 76               | 223          | 38             | 19                 | 4         |
| Женски | 374    | 41               | 222          | 97             | 13                 | 1         |
| УКУПНО | 734    | 117              | 445          | 135            | 32                 | 5         |

| Пол    | Укупно                    | Пољопривреда, лов и шумарство | Рибарство                            | Вађење руде и камена | Прерађивачка индустрија       |
| ------ | ------------------------- | ----------------------------- | ------------------------------------ | -------------------- | ----------------------------- |
| Мушки  | 232                       | 148                           | 0                                    | 1                    | 40                            |
| Женски | 173                       | 128                           | 0                                    | 0                    | 12                            |
| УКУПНО | 405                       | 276                           | 0                                    | 1                    | 52                            |
| Пол    | Производња и снабдевање   | Грађевинарство                | Трговина                             | Хотели и ресторани   | Саобраћај, складиштење и везе |
| Мушки  | 2                         | 5                             | 17                                   | 4                    | 2                             |
| Женски | 0                         | 0                             | 8                                    | 0                    | 1                             |
| УКУПНО | 2                         | 5                             | 25                                   | 4                    | 3                             |
| Пол    | Финансијско посредовање   | Некретнине                    | Државна управа и одбрана             | Образовање           | Здравствени и социјални рад   |
| Мушки  | 0                         | 1                             | 2                                    | 2                    | 2                             |
| Женски | 0                         | 3                             | 0                                    | 5                    | 7                             |
| УКУПНО | 0                         | 4                             | 2                                    | 7                    | 9                             |
| Пол    | Остале услужне активности | Приватна домаћинства          | Екстериторијалне организације и тела | Непознато            | Непознато                     |
| Мушки  | 2                         | 0                             | 0                                    | 4                    | 4                             |
| Женски | 2                         | 0                             | 0                                    | 7                    | 7                             |
| УКУПНО | 4                         | 0                             | 0                                    | 11                   | 11                            |